# Christoph Schwab
Christoph Schwab (Flörsheim am Main, 14 de outubro de 1962) é um matemático alemão, especialista em análise numérica de equações diferenciais parciais e equações integrais sobre o contorno.

## Formação e carreira
Graduado em matemática com o diploma pela Universidade Técnica de Darmstadt. Com uma bolsa Fulbright estudou na Universidade de Maryland, onde obteve um PhD em 1989, com a tese Dimensional Reduction for Elliptic Boundary Value Problems, orientado por Ivo Babuška. Fez o pós-doutorado no ano acadêmico 1989–1990 na Universidade de Westminster em Londres. Foi professor assistente na Universidade de Maryland, Baltimore County de 1990 a 1995, sendo em 1995 professor associado. No Instituto Federal de Tecnologia de Zurique (ETH Zürich) foi de 1995 a 1998 professor associado, sendo desde 1998 full professor. No ano acadêmico 1993–1994 foi cientista visitante no IBM Deutschland Wissenschaftliches Zentrum em Heidelberg.
Foi palestrante convidado do Congresso Internacional de Matemáticos em Pequim (2002: High dimensional finite elements for elliptic problems with multiple scales and stochastic data).

## Publicações selecionadas

### Artigos
- Cockburn, Bernardo; Kanschat, Guido; Schötzau, Dominik; Schwab, Christoph (2002). «Local Discontinuous Galerkin Methods for the Stokes System». SIAM Journal on Numerical Analysis. 40: 319–343. doi:10.1137/S0036142900380121. hdl:20.500.11850/145896
- Houston, Paul; Schwab, Christoph; Süli, Endre (2002). «Discontinuous hp-Finite Element Methods for Advection-Diffusion-Reaction Problems». SIAM Journal on Numerical Analysis. 39 (6): 2133–2163. doi:10.1137/S0036142900374111
- Frauenfelder, Philipp; Schwab, Christoph; Todor, Radu Alexandru (2005). «Finite elements for elliptic problems with stochastic coefficients». Computer Methods in Applied Mechanics and Engineering. 194 (2–5): 205–228. Bibcode:2005CMAME.194..205F. doi:10.1016/j.cma.2004.04.008
- Schwab, Christoph; Todor, Radu Alexandru (2006). «Karhunen–Loève approximation of random fields by generalized fast multipole methods». Journal of Computational Physics. 217 (1): 100–122. Bibcode:2006JCoPh.217..100S. doi:10.1016/j.jcp.2006.01.048
- Todor, Radu Alexandru; Schwab, Christoph (2007). «Convergence rates for sparse chaos approximations of elliptic problems with stochastic coefficients» (PDF). Ima Journal of Numerical Analysis. 27 (2): 232–261. doi:10.1093/imanum/drl025
- Schwab, Christoph; Stevenson, Rob (2008). «Adaptive wavelet algorithms for elliptic PDE's on product domains». Mathematics of Computation. 77 (261): 71–92. Bibcode:2008MaCom..77...71S. ISSN 0025-5718. doi:10.1090/S0025-5718-07-02019-4
- Cohen, Albert; DeVore, Ronald; Schwab, Christoph (2010). «Convergence Rates of Best N-term Galerkin Approximations for a Class of Elliptic sPDEs». Foundations of Computational Mathematics. 10 (6): 615–646. doi:10.1007/s10208-010-9072-2. hdl:20.500.11850/210602
- Sauter, Stefan A.; Schwab, Christoph (2010). Boundary Element Methods. Col: Springer Series in Computational Mathematics. 39. [S.l.: s.n.] pp. 183–287. ISBN 978-3-540-68092-5. doi:10.1007/978-3-540-68093-2_4
- Barth, Andrea; Schwab, Christoph; Zollinger, Nathaniel (2011). «Multi-level Monte Carlo Finite Element method for elliptic PDEs with stochastic coefficients» (PDF). Numerische Mathematik. 119: 123–161. doi:10.1007/s00211-011-0377-0
- Cohen, Albert; Devore, Ronald; Schwab, Christoph (2011). «Analytic Regularity and Polynomial Approximation of Parametric and Stochastic Elliptic Pde's». Analysis and Applications. 09: 11–47. doi:10.1142/S0219530511001728

### Livros
- Schwab, Christoph (1998). P - and hp - finite element methods : theory and applications in solid and fluid mechanics. [S.l.]: Oxford University Press. pp. xii+374. ISBN 0198503903. LCCN 98023129; illustrated; 24 cm.
- Sauter, Stefan A.; Schwab, Christoph (novembro de 2010). Boundary Element Methods. [S.l.: s.n.] ISBN 9783540680932
- Hilber, Norbert; Reichmann, Oleg; Schwab, Christoph; Winter, Christoph (15 de fevereiro de 2013). Computational Methods for Quantitative Finance: Finite Element Methods for Derivative Pricing. [S.l.: s.n.] ISBN 9783642354014